# Miss USA 2011
Miss USA 2011 è la sessantesima edizione del concorso di bellezza Miss USA, e si è svolto presso il Planet Hollywood Resort and Casino di Las Vegas, Nevada il 19 giugno 2011. Miss USA 2010 Rima Fakih del Michigan ha incoronato colei che ha preso il suo posto, Alyssa Campanella della California, alla fine dell'evento. La Campanella ha successivamente rappresentato gli Stati Uniti in occasione di Miss Universo 2011 tenuto a San Paolo, in Brasile il 12 settembre 2011. Per la prima volta nella storia del concorso, una delle sedici finaliste è stata selezionata esclusivamente dai voti arrivati tramite televoto ed internet.

## Risultati

### Piazzamenti
| Risultato finale | Stato            | Concorrente           | Regione geografica | Gruppo (1a eliminazione) | Gruppo (1a eliminazione) |
| ---------------- | ---------------- | --------------------- | ------------------ | ------------------------ | ------------------------ |
| Miss USA 2011    | California       | Alyssa Campanella     | West               | 4                        | Left                     |
| 2ª classificata  | Tennessee        | Ashley Durham         | Southeast          | 2                        | Right                    |
| 3ª classificata  | Alabama          | Madeline Mitchell     | Southeast          | 4                        | Right                    |
| 4ª classificata  | Texas            | Ana Rodriguez         | Southwest          | 2                        | Right                    |
| Top 8            | Hawaii           | Angela Byrd           | West               | 4                        | Left                     |
| Top 8            | Maine            | Ashley Lynn Marble    | Northeast          | 2                        | Right                    |
| Top 8            | Maryland         | Allyn Rose            | Northeast          | 4                        | Left                     |
| Top 8            | Carolina del Sud | Courtney Hope Turner  | Southeast          | 2                        | Left                     |
| Top 16           | Arizona          | Brittany Dawn Brannon | Southwest          | 1                        |                          |
| Top 16           | Florida          | Lissette Garcia       | Southeast          | 3                        |                          |
| Top 16           | Georgia          | Kaylin Reque          | Southeast          | 1                        |                          |
| Top 16           | Indiana          | Jillian Wunderlich    | Midwest            | 1                        |                          |
| Top 16           | Missouri         | Hope Driskill         | Midwest            | 3                        |                          |
| Top 16           | Nuovo Messico    | Brittany Toll ‡       | Southwest          | 3                        |                          |
| Top 16           | New York         | Amber Marie Collins   | Northeast          | 3                        |                          |
| Top 16           | Utah             | Jamie Crandall        | West               | 1                        |                          |

‡ Giunta in Top 16 attraverso la votazione avvenuta tramite SMS ed internet

### Riconoscimenti speciali
| Riconoscimento    | Concorrente                  |
| ----------------- | ---------------------------- |
| Miss Congeniality | - Kentucky - Kia Hampton     |
| Miss Photogenic   | - Arizona - Brittany Brannon |

## Concorrenti
- Alabama - Madeline Mitchell
- Alaska - Jessica Chuckran
- Arizona - Brittany Brannon
- Arkansas -  Lakynn McBride
- California - Alyssa Campanella
- Carolina del Nord - Brittany Leigh York
- Carolina del Sud - Courtney Hope Turner
- Colorado - Blair Griffith
- Connecticut - Regina Turner
- Dakota del Nord - Brandi Schoenberg
- Dakota del Sud - Chandra Burnham
- Delaware - Katie Hanson
- Distretto di Columbia - Heather Swann
- Florida - Lissette Garcia
- Georgia - Kaylin Reque
- Hawaii - Angela Byrd
- Idaho - Erza Haliti
- Illinois - Angela Sparrow
- Indiana - Jillian Wunderlich
- Iowa - Rebecca Goldsmith
- Kansas - Jaymie Stokes
- Kentucky - Kia Hampton
- Louisiana - Page Pennock
- Maine - Ashley Lynn Marble
- Maryland - Allyn Rose
- Massachusetts - Alida D'Angona
- Michigan - Channing Pierce
- Minnesota - Brittany Lee Thelemann
- Mississippi - Keeley Patterson
- Missouri - Hope Driskill
- Montana - Brittany Wiser
- Nebraska - Haley Herold
- Nevada - Sarah Chapman
- New Hampshire - LacyJane Folger
- New Jersey - Julianna White
- New York - Amber Collins
- Nuovo Messico - Brittany Toll
- Ohio - Ashley Caldwell
- Oklahoma - Kaitlyn Smith
- Oregon - Anna Prosser
- Pennsylvania - Amber-Joi Watkins
- Rhode Island - Kate McCaughey
- Tennessee - Ashley Durham
- Texas - Ana Rodriguez
- Utah - Jamie Crandall
- Vermont - Lauren Carter
- Virginia - Nikki Poteet
- Virginia Occidentale - Whitney Veach
- Washington - Angelina Kayyalaynen
- Wisconsin - Jordan Marie Morkin
- Wyoming - Kaitlyn Davis

## Giudici
Giudici della fase preliminare
- BJ Coleman
- Brian Fitterer
- Christie Bear
- Colleen Grillo
- Fred Nelson
- Lauren Ivester
- Mark Rogers
- Valerie Nome
- Wayne Bernath

Giudici della finale
- Marcus Allen
- Tyson Chandler
- Rocco DiSpirito
- Mariel Hemingway
- Penn Jillette
- Lil Jon
- Caroline Manzo
- Zuleyka Rivera
- Suzi Weiss-Fischmann

## Musiche di sottofondo
- Presentazione delle concorrenti : On the Floor di Jennifer Lopez featuring Pitbull
- Sfilata in costume da bagno : Blow di Ke$ha
- Sfilata in abito da sera : Written in the Stars di Tinie Tempah featuring Eric Turner (dal vivo)